# Xu Jie (tafeltennisster)
Xu Jie (Chinees: 徐洁; Tianjin, China, 21 januari 1982) is een in China geboren Pools voormalig professioneel tafeltennisster.
Namens Polen nam zij deel aan de Olympische Zomerspelen 2008. Zij won daarbij geen medailles.

## Belangrijkste resultaten
- Zilver met het team op de Europese kampioenschappen 2009.
- Brons in het vrouwen dubbelspel op de Europese kampioenschappen 2008 met Natalia Partyka.
- Brons met het team op de Europese kampioenschappen 2010.